# Slag bij Winkel
De Slag bij Winkel was een veldslag bij Winkel, die plaatsvond in 993 tussen het leger van graaf Arnulf van West-Frisia, tegen een boerenkrijgsmacht.

## Geschiedenis
De aanleiding voor deze slag was de machtshonger van Arnulf naar meer landbezit. Hij dacht tegen de inwoners van de gouw Westflinge die niet bestuurd werden door een centrale machthebber een eenvoudige overwinning te kunnen halen. In 993 viel hij met zijn leger Westflinge in en stuitte bij Winkel op een krijgsmacht van de lokale bevolking.
In de slag die plaatsvond, delfde het leger van Arnulf het onderspit en schoot hij zelf het leven erbij in. De verslagenen konden met moeite wegkomen. De vrouw van Arnulf, Lutgardis van Luxemburg, kon alleen met steun van de koning het graafschap voor haar zoontje Dirk III behouden.